# Delos

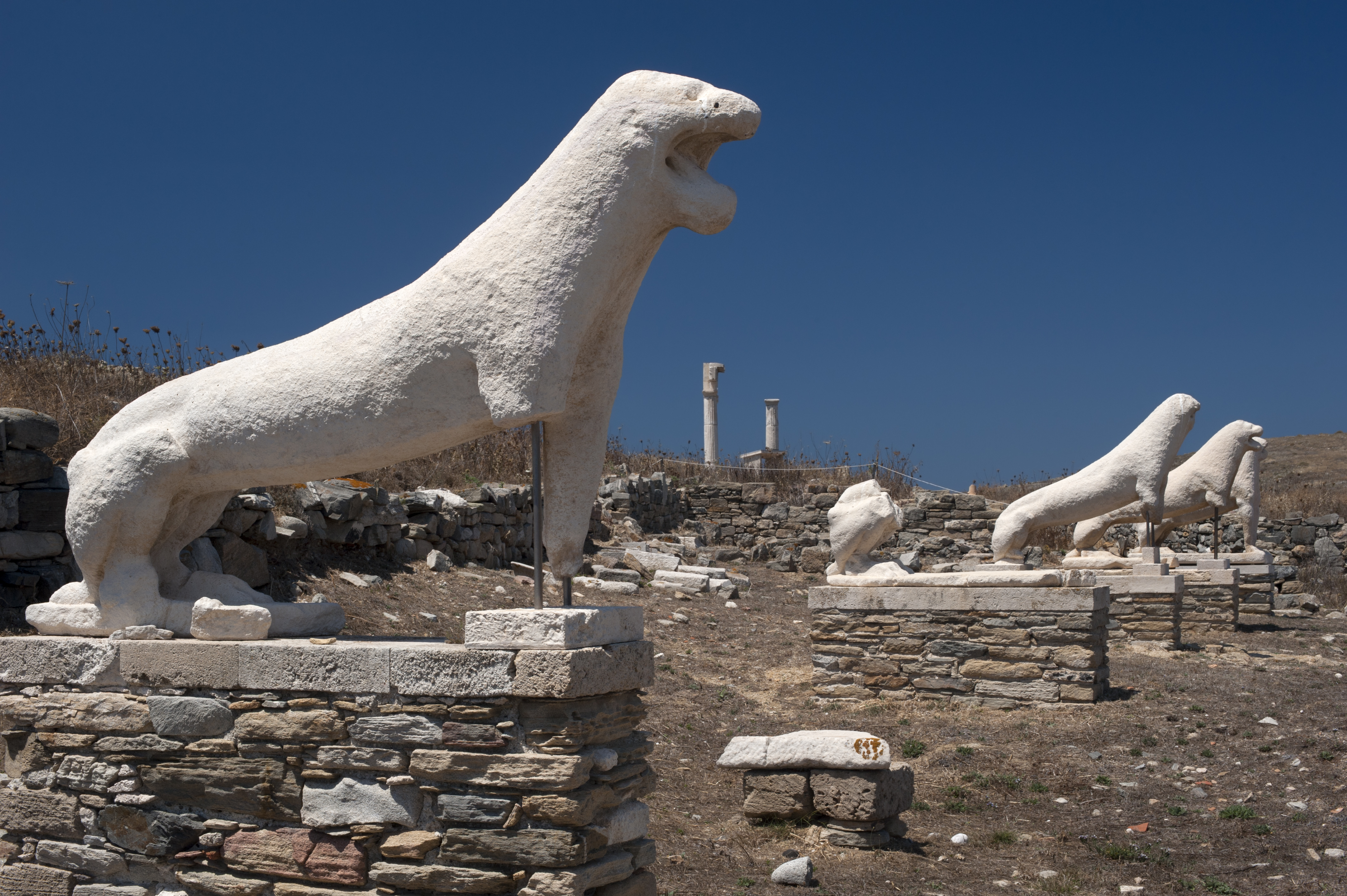
Taras Lwów

Delos (gr. Δήλος, Dḗlos, Dilos) – w starożytności zwana początkowo Ortygią, mała, skalista grecka wysepka w archipelagu Cyklad na Morzu Egejskim, na południowy wschód od Grecji kontynentalnej.
Leży w administracji zdecentralizowanej Wyspy Egejskie, w regionie Wyspy Egejskie Południowe, w jednostce regionalnej Mykonos, w gminie Mykonos.
Jest to najmniejsza wyspa tego archipelagu o powierzchni 3,6 km², położona między wyspami Rinia i Mykonos, obecnie zupełnie niezamieszkana.
W 1990 roku stanowisko archeologiczne w Delos zostało wpisane na listę światowego dziedzictwa UNESCO.

## Historia

### Starożytność
W mitologii greckiej (zwana Ortygia – Wyspa Przepiórek lub też Asteria) była to wyspa pływająca po morzu, póki nie osadził jej na miejscu Posejdon, aby nieszczęśliwa Leto, prześladowana przez mściwą Herę, miała się gdzie skryć. Tu pod palmą daktylową urodziła Apollina i Artemidę, toteż Delos była jednym z głównych ośrodków kultu Apollina. Znajdowała się tu słynna w dziejach Grecji wyrocznia i świątynie, w których z biegiem stuleci nagromadziły się wielkie skarby, przysyłane przez wiernych i wdzięcznych czcicieli boga. Ołtarz Apollina w Delos był przez niektórych zaliczany do cudów świata. Jak mówi legenda, zbudował go sam Apollo w wieku 4 lat z rogów kozic upolowanych przez Artemidę na zboczach góry Cynthus.
Tu odbywały się co 5 lat wspaniałe igrzyska delijskie, rywalizujące z olimpijskimi. W okresie 478–454 p.n.e. Delos była stolicą Związku Morskiego (tzw. symmachi delijskiej), założonego przez Ateny i skierowanego przeciwko Sparcie, pomimo iż sama Delos członkiem związku nie była. Tu początkowo przechowywano w świątyni Apollina wspólny skarb związku, przeniesiony (454–453 p.n.e.) do Aten pod pretekstem, że tam będzie bezpieczniejszy na wypadek wojny z Persją. W roku 422 p.n.e. mieszkańcy wyspy zostali wygnani przez Ateńczyków.
Uwolniona od tyranii ateńskiej w roku 315 p.n.e. Delos stała się neutralnym ośrodkiem wolnego związku wyspiarzy. W roku 166 p.n.e. powróciła jednak pod panowanie ateńskie. Punktem zwrotnym w historii wyspy jest zburzenie Koryntu i Kartaginy przez Rzymian w roku 146 p.n.e., gdyż od tego czasu Delos stała się jednym z najważniejszych miast handlowych i portowych starożytności (m.in. handel niewolnikami). Z tego okresu pochodzą też doki, mola i inne urządzenia portowe, a także bardzo liczne gmachy użyteczności publicznej i pałace prywatne. W roku 86 p.n.e. Delos została zdobyta i zrównana z ziemią przez Menofanesa, wodza króla Pontu Mitrydatesa, a mieszkańców wycięto w pień lub (w bardzo małej liczbie) uprowadzono w niewolę. Następny cios zadali wyspie piraci, którzy złupili ją w roku 69 p.n.e. Od tego czasu, pomimo wysiłków Rzymian, Delos nigdy więcej nie wróciła do swego dawnego znaczenia. W roku 42 p.n.e. Ateny odzyskały kontrolę nad wyspą, ale podupadła ona już zupełnie i nic nie mogło wskrzesić jej dawnej świetności. Pauzaniasz pisał, że gdyby nie nadzorcy i strażnicy, można by wyspę uznać za całkiem bezludną.

### Nowożytność
Od roku 1873 archeolodzy francuscy rozpoczęli prace wykopaliskowe. W ich wyniku udało się odsłonić ogromny kompleks świątynny, a także zawierający budowle świeckie. W jego centrum znajdował się hieron Apollina połączony ze świętym portem drogą procesyjną. Święty okrąg (180x150 m) był otoczony murami i portykami (Antigonosa). Zawierał trzy świątynie Apollina (m.in. Porinos Naos) z VI w. p.n.e. i skarbce różnych ludów Grecji. Artemida miała na Delos dwie świątynie (Artemizjon). Wykopaliska w Delos należą do najważniejszych w Grecji, gdyż poza świątyniami został odkopany także port ze wszystkimi urządzeniami, miasto handlowe i liczne domy prywatne dające jasne pojęcie o życiu Greków w I w. p.n.e.
W 1990 roku stanowisko archeologiczne w Delos zostało wpisane na listę światowego dziedzictwa UNESCO.
Przez wzrastający poziom morza wyspa zagrożona jest zalaniem w ciągu kilku dziesięcioleci XXI wieku.